# Hecker (azienda)

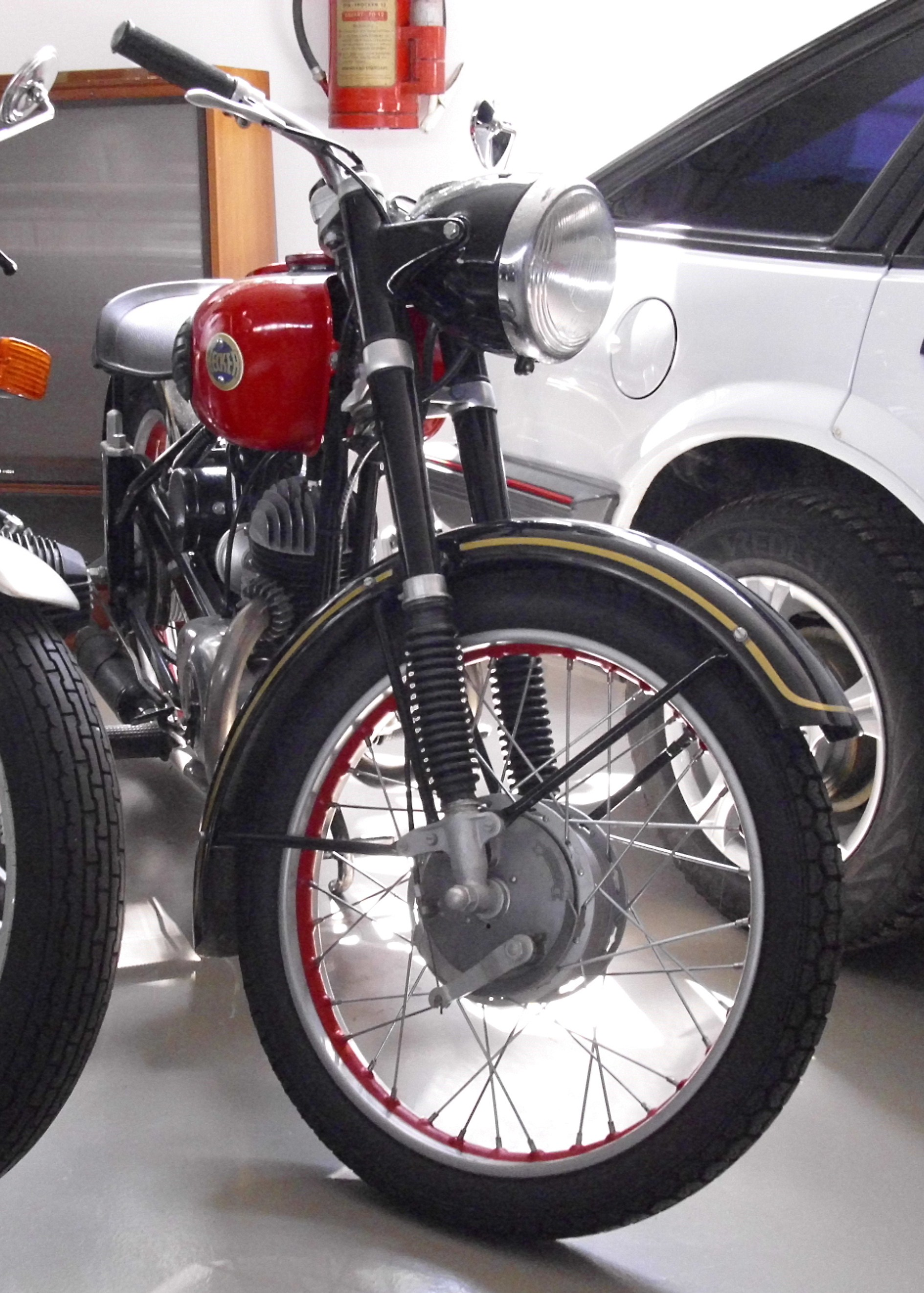
Hecker K 175 V del 1952

Hans Hecker iniziò nel 1922 la manifattura presso Imhoffstraße 24, più tardi Lenaustraße 7 a Norimberga con la produzione di motociclette, a marchio Emora e commercializzata da diversi costruttori. Il veicolo era completo, solo la scatola cambio era di altro costruttore. Nel 1923 iniziò a costruire motociclette complete al suo interno. Il primo modello fu la H1 e la H2 con motore S & G.
S & G produsse dal 1925 motociclette, così Hecker fu costretto ad utilizzare i motori J.A.P. da 198 cm³ a 548 cm³. Nel 1927 e 1928 vennero commercializzate i nuovi modelli Hecker con sospensioni trapezoidali e telai migliorati. Così poterono essere montati motori più potenti, come il due cilindri a V della Motosacoche (MAG) da 746 cm³. Queste motociclette vennero costruite fino alla Grande depressione, e la più cara fu la 600 cm³ con motore della J. A. P. Dal 1931 vennero usati motori a due tempi della Sachs con 73 cm³ e 98 cm³ di cilindrata.
Dopo la seconda guerra mondiale la Hecker furono dotate di motori da 98 cm³ fino a 247 cm³ della ILO-Motorenwerke, Sachs e Villiers.
Hecker fu coinvolta nelle competizioni sportive negli anni '20 con il pilota Hans Hieronymus, che corse anche per la società Zündapp-Werke e la Ermag. Raggiunse il primo posto alla corsa francese del 1924 e al secondo posto alla Karlsruher Wildparkrennen e al Wurgauer Bergrennen. Alla corsa Reichsfahrt del 1923 vinse la categoria 350 cm³. Tra il 1924 e il 1925 i piloti della Hecker superò i 60 piazzamenti al primo posto con motori S & G. Nel 1929 il britannico Syd Crabtree con una Hecker-J.A.P. vinse il Gran Premio motociclistico di Germania al Nürburgring.
La produzione cessò nel 1956.